# Jay Cochran

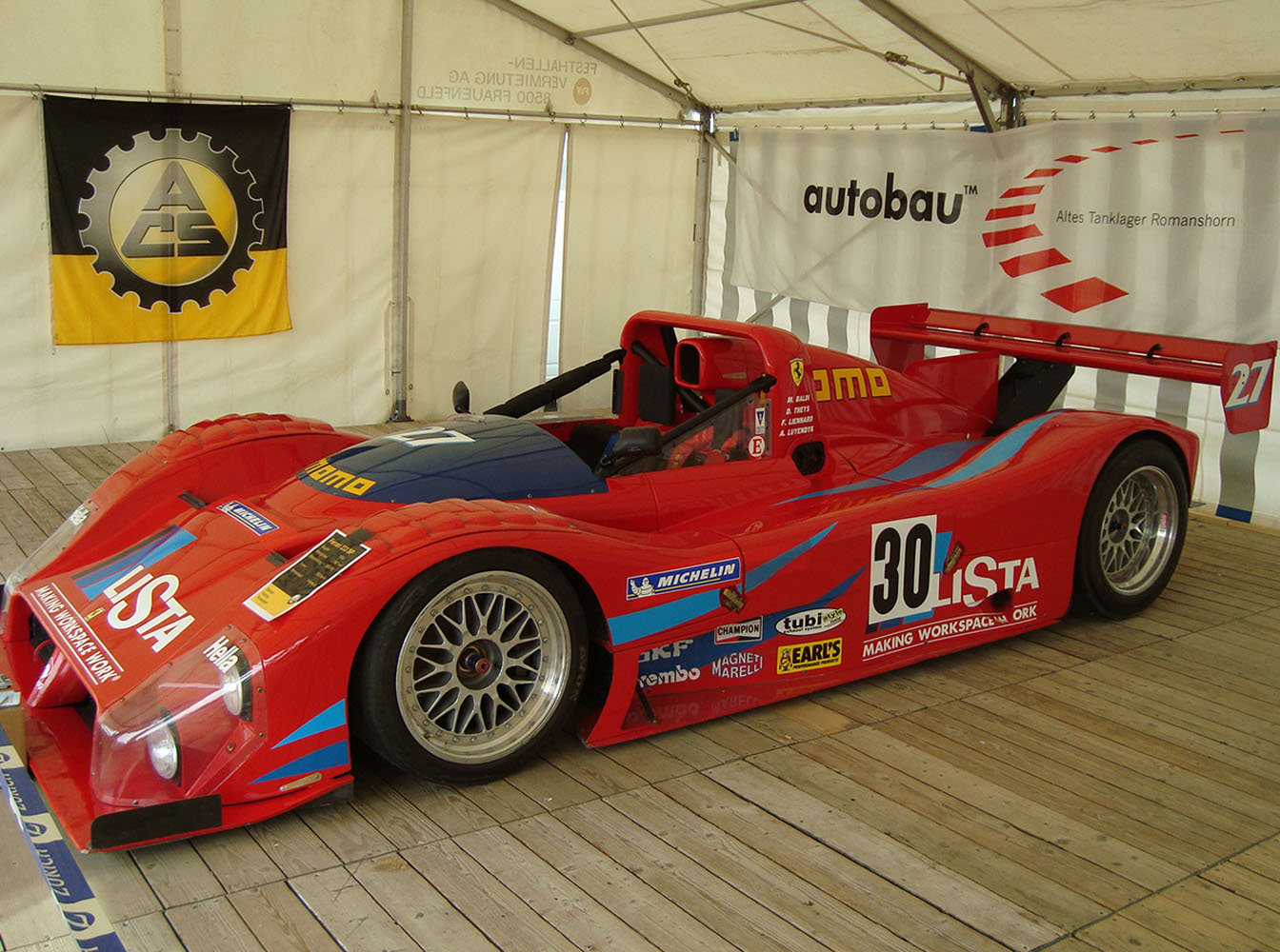
Jay Cochran fuhr den ersten Rennsieg eines Ferrari 333SP ein

John Philpps „Jay“ Cochran (* 19. Januar 1963 in New York City) ist ein ehemaliger US-amerikanischer Autorennfahrer.

## Karriere
Jay Cochran war fast drei Jahrzehnte im US-amerikanischen Sportwagensport als Fahrer aktiv. Viele Jahre bestritt er Rennen in der IMSA-GTP-Serie und der American Le Mans Series. Siebenmal ging er beim 12-Stunden-Rennen von Sebring und zweimal beim 24-Stunden-Rennen von Le Mans an den Start. In Sebring war seine beste Platzierung im Schlussklassement der sechste Rang 2011; in Le Mans fiel er bei beiden Antreten vorzeitig aus.
Sein größter Erfolg war der Sieg beim 2-Stunden-Rennen von Road Atlanta 1994. Dieser Erfolg war gleichzeitig der erste Rennsieg des Ferrari 333SP. Erfolgreich war er auch beim 24-Stunden-Rennen von Daytona, das er 1995 gemeinsam mit Jeremy Dale und Fredrik Ekblom als Gesamtzweiter beenden konnte.

## Statistik

### Le-Mans-Ergebnisse
| Jahr | Team                  | Fahrzeug      | Teamkollege   | Teamkollege    | Platzierung | Ausfallgrund         |
| ---- | --------------------- | ------------- | ------------- | -------------- | ----------- | -------------------- |
| 1993 | TWR Jaguar Racing     | Jaguar XJ220  | Paul Belmondo | Andreas Fuchs  | Ausfall     | Überhitzter Zylinder |
| 1995 | Euromotorsport Racing | Ferrari 333SP | René Arnoux   | Massimo Sigala | Ausfall     | Motorschaden         |

### Sebring-Ergebnisse
| Jahr | Team                   | Fahrzeug        | Teamkollege          | Teamkollege    | Teamkollege     | Platzierung | Ausfallgrund     |
| ---- | ---------------------- | --------------- | -------------------- | -------------- | --------------- | ----------- | ---------------- |
| 1989 | Ball Bros. Racing      | Spice SE88P     | Steve Durst          | Mike Brockman  |                 | Ausfall     | Aufgabe          |
| 1990 | Essex Racing           | Spice SE88P     | Ferdinand de Lesseps | Howard Katz    |                 | Ausfall     | Elektronik       |
| 1992 | Scandia Motorsports    | Kudzu DG-2      | Fermín Vélez         | Andy Evans     |                 | Ausfall     | Aufhängung       |
| 1993 | Kevin Jeannette        | Gunnar 996      | Dennis Aase          | Chip Hanauer   | Bobby Carradine | Ausfall     | Unfall           |
| 1995 | Brix Racing            | Spice BDG-02    | Jeremy Dale          | Fredrik Ekblom |                 | Rang 7      |                  |
| 2004 | Team Elite             | Lotus Elise GT1 | Damien Faulkner      | Ed Zabinski    |                 | Ausfall     | Kraftübertragung |
| 2011 | Dyson Racing Team Inc. | Lola B09/86     | Chris Dyson          | Guy Smith      |                 | Rang 6      |                  |